# Nicola Iuppariello
Nicola Iuppariello (Barra, 3 ottobre 1917 – Napoli, 6 luglio 1997) è stato un pittore italiano.

## Biografia
Nel 1939 seguendo la vocazione religiosa è ammesso nell’Ordine dei domenicani, periodo in cui esegue ritratti e soggetti sacri firmando “frà Giovanni Angelico”.
Nel 1941 si diploma al R. Istituto d’Arte di Napoli, dove ha come maestri Raffaele Mormone, Pietro Barillà, Alberto Chiancone e Eugenio Viti, mostrando sensibilità per gli insegnamenti di quest'ultimo.
Nel 1943, a 26 anni, lascia la vita religiosa a causa del veto a praticare la pittura; continuando tuttavia a conservare rapporti di cordialità con i padri domenicani. 
Fin dalle prime mostre, per merito dei critici Piero Girace ed Alfredo Schettini, viene additato al pubblico, e inizia a ricevere i primi riconoscimenti. È però raramente presente a manifestazioni artistiche, alle quali aderisce per il solo piacere di condividere la sua passione per la pittura, fino agli anni ’80, quando decide di dipingere in solitudine.
La sua raffigurazione della Madonna dell'Arco è esposta al Museo del Santuario della Madonna dell'Arco e numerose sono le opere presenti nel Convento di Santa Maria dell'Arco, tra cui la raffigurazione dei padri domenicani Gregorio Maria Rocco e Aniceto Fernández Alonso, oltre a cinque dei sei tondi adornanti la Sala del Capitolo tra cui quelli raffiguranti padre Raimondo Sorrentino e arcivescovo Reginaldo Giuseppe Maria Addazi. Altre sue opere nella Basilica di Santa Maria a Pugliano ad Ercolano e in diversi edifici di culto e pubblici nella provincia di Napoli: parrocchia del Sacro Cuore di Gesù e chiesa di San Giuseppe e Madonna di Lourdes a Napoli, Ist. Povere Figlie della Visitazione, chiesa della Santissima Trinità a Napoli, oltre che nella  Collezione d'arte della Città Metropolitana di Napoli. Nel convento della chiesa di San Domenico nel quartiere di Barra è conservato un affresco del 1938 raffigurante la morte di San Domenico, realizzato durante gli anni del suo postulandato nell'ordine dei frati predicatori. Nel 2024 il MUSAP, Museo del Circolo Artistico Politecnico di Napoli dove ha partecipato in collettive negli anni '50, inserisce nelle proprie sale espositive un suo autoritratto giovanile. 
Molte delle sue opere sono presenti in numerose collezioni private.